# Avenida Los Insurgentes
La avenida Los Insurgentes, también llamada Avenida Uno en su paso por el distrito de Bellavista, es una de las principales avenidas que conecta el Callao con Lima Metropolitana, en el Perú. Asimismo, forma parte del límite entre ellos, más específicamente, gran parte del límite entre La Perla y San Miguel. Une los distritos chalacos de Callao, Bellavista y La Perla con el distrito limeño de San Miguel.

## Recorrido
Comienza en la Avenida Argentina, en Callao Cercado. En sus primeras cuadras, la avenida está parcialmente ocupada por una minera y el resto posee un carácter mayormente residencial hasta el cruce con la Avenida Óscar R. Benavides. Cerca al cruce con dicha avenida, se está construyendo una estación de la Línea 2 del Metro de Lima y Callao.
Cruzando la Avenida Óscar R. Benavides, la avenida se adentra en el distrito de Bellavista, en la Urb. Ciudad del Pescador.
Posterior a la Avenida Venezuela, la avenida se divide entre el distrito chalaco de La Perla y el distrito limeño de San Miguel, siendo una zona considerablemente comercial.
En el cruce con la Avenida de la Marina, se encuentra uno de los límites más importantes y transitados entre Lima y Callao.
Poco después, cruzando la Calle Andalucía, la calzada oeste ingresa al distrito de San Miguel, haciendo que la avenida se adentre totalmente en Lima Metropolitana.
A partir de allí, la avenida tiene un carácter mayormente residencial, hasta su fin, en el Jr. Libertad.